# Heterozigot
Un heterozigot (hetero, desigual; zigot, ou) (o híbrid) és en genètica un individu diploide que per un gen donat (locus), té en cada un dels dos cromosomes homòlegs un al·lel diferent, (s'expressa, per ex.: Aa), que té dues formes diferents d'un gen en particular; cadascuna heretada de cadascun dels progenitors. També es pot interpretar com un tipus de zigositat. Cada persona té 46 cromosomes agrupats en 23 parells. En qualsevol parell de cromosomes, per exemple en el número 4, un membre del parell és heretat del pare i l'altre de la mare. Els gens poden tenir variants en la població, és a dir, el mateix gen pot ser lleugerament diferent d'un individu a un altre. Si una persona hereta dues variants d'un gen en un parell de cromosomes, un del pare i un altre diferent de la mare, aquesta persona es denominarà heterozigòtica per aquest gen.
A tipus d'exemple, suposem que en un ratolí, el caràcter "color de cabell" té una al·lel dominant per al color negre "N" i un altre recessiu que expressa el color blanc "n". Si pel caràcter "color de cabell", el ratolí té el genotip Nn es tracta d'un individu heterozigot, si per contra tingués NN o nn estaríem parlant d'un homozigot.
La condició de l'heterozigot s'anomena heterozigosi.
El nombre de gàmetes diferents que es poden formar mitjançant el procés de recombinació gènica està en funció de quants loci heterozigots existeixen en un individu. En l'espècie humana es calcula que cada persona hi ha uns 3.350 loci en heterozigosi. Això vol dir que cada individu pot formar "2 elevat a 3.350" gàmetes diferents, un nombre superior al d'àtoms existents.